# 名立漁港

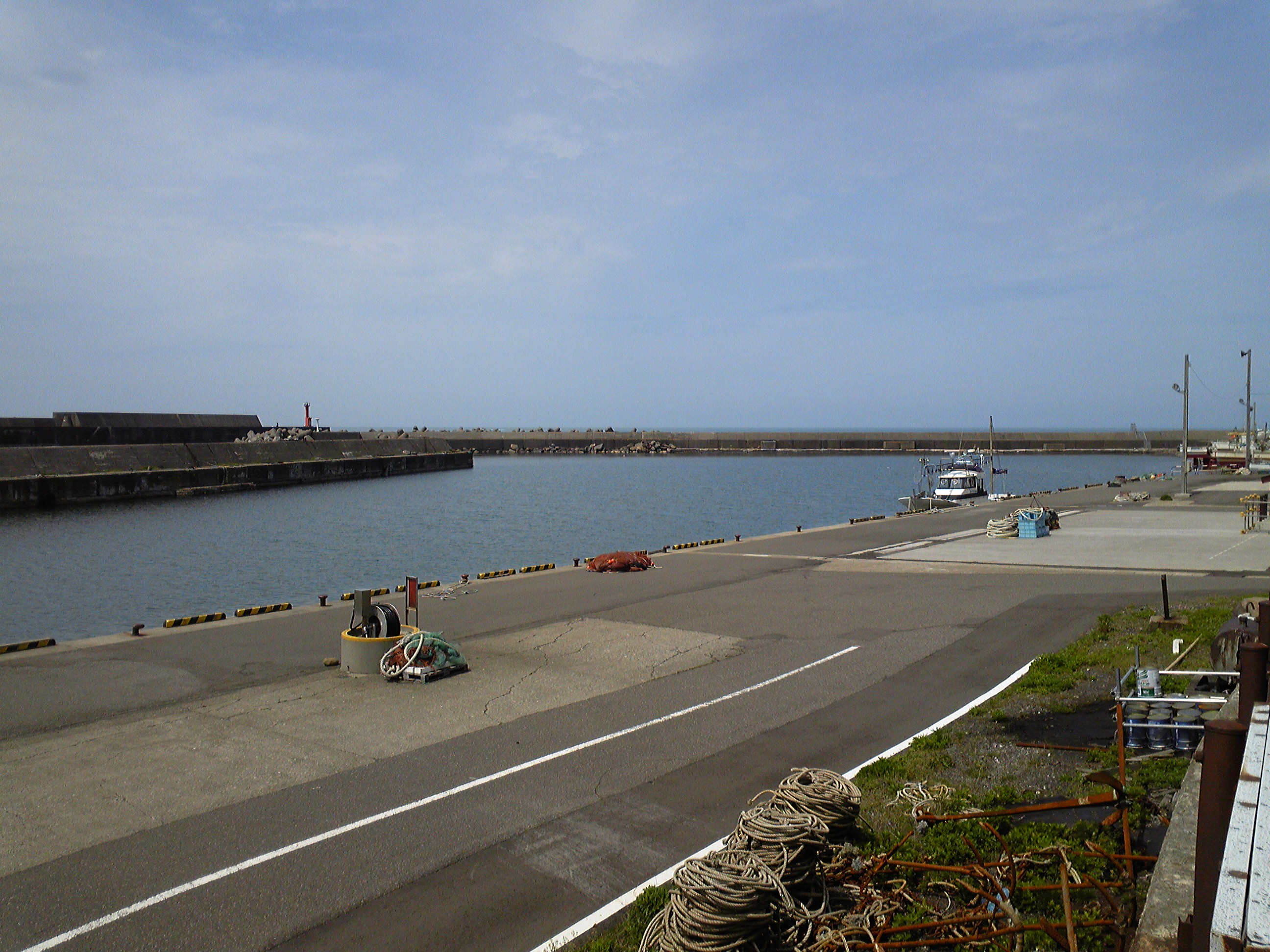
名立漁港（東側）

名立漁港（なだちぎょこう）とは、新潟県上越市（上越地方）名立区名立小泊にある第2種漁港である。管理者は新潟県。

## 概要
大正期初めに簡易漁港となり、船溜場の計画が進められた。1951年7月28日に、第2種漁港の指定を受けた。
1954年から270m2のコンクリート函塊を沈下する新工法を進め、1958年に県営漁港に昇格し、泊地の水深も2 - 6mが確保され、1967年以降、漁業用通信、荷捌所、補給、冷蔵、貯水などの施設が逐次整備されていった。
2022年の漁業種類別陸揚量は底びき網が65％と最も多く、次いでかご漁の22％を占める。また、主要魚種別陸揚量については、エビ類が53％と高い割合を占めている。

## 周辺
- 国道8号（漁港のそばを通っている）
- 道の駅うみてらす名立